# Lush Life (노래)
〈Lush Life〉는 스웨덴 가수 자라 라슨의 두 번째 정규 앨범 《So Good》(2017)에 수록된 노래다. 이 곡은 2015년 6월 5일, 텐 뮤직 그룹과 에픽 레코드를 통해 스웨덴에서 앨범의 리드 싱글로 발매되었으며, 같은 해 6월 9일에 국제적으로 발매되었다. 2016년 2월 26일에는 티니 템파가 참여한 리믹스 버전이 발매되었다.
2021년 8월 27일, 〈Lush Life〉가 스포티파이에서 10억 스트리밍을 돌파한 것을 기념해 라슨은 발매된 버전이 리믹스였음을 밝혔으며, 이후 원곡을 〈Retro Version〉이라는 이름으로 발매했다.

## 평가
《가디언》의 해리엇 깁슨은 〈Lush Life〉를 "중독성 있는 곡"이라 평했다.

## 상업적 성과
〈Lush Life〉는 스웨덴 차트에서 5주간 1위를 차지하며 라슨의 고국에서 두 번째 넘버원 싱글이 되었고, 멕시코와 폴란드 차트에서도 1위를 기록했다. 또한 덴마크, 아일랜드(연속 17주 동안 톱 10에 머무름), 노르웨이에서 2위, 네덜란드, 스위스, 영국(11주간 순위 상승 후)에서 3위, 독일, 오스트리아, 호주에서 4위, 핀란드에서 6위에 올랐다. 이 곡은 2016년 7월 《빌보드》 핫 100 차트에 97위로 데뷔했으며, 버블링 언더 핫 100 차트에서는 2위까지 올랐고 27주간 머물렀다. 〈Lush Life〉는 스포티파이에서 10억 회 이상의 스트리밍을 기록했다.

## 뮤직비디오
〈Lush Life〉는 총 세 편의 뮤직비디오가 공개되었다. 첫 번째 영상은 스웨덴에서 공개되었으며, 이전에 라슨의 〈Bad Boys〉 뮤직비디오를 연출한 마운스 뉴만 감독이 메가폰을 잡았다. 이 영상에서는 라슨이 흰 배경 앞에서 춤을 추는 장면과 선글라스를 끼고 누워 있거나 전화기를 거는 장면들이 나온다. 두 번째 버전은 첫 번째 영상에 색보정과 시각 효과가 추가된 리컷 버전으로, 국제 시장을 대상으로 공개되었으며 메리 클레르테 감독이 연출했다. 이 국제판 뮤직비디오는 현재 유튜브에서 8억 5천만 뷰 이상을 기록 중이다.
세 번째 버전은 미국 발매를 위해 제작되었으며 2016년 7월 5일 공개되었다. 이 역시 메리 클레르테 감독이 연출했다. 영상에서는 파스텔 톤의 세트장에서 라슨이 춤을 추고, 백업 댄서들과 2018년 《러브 아일랜드》 참가자인 에이얼 부커가 사랑의 상대역으로 등장한다. 이 버전은 유튜브에서 "대체 버전(Alternate Version)"으로 분류되어 있다.

## 대중매체에서
〈Lush Life〉는 《저스트 댄스 언리미티드》의 일부로 《저스트 댄스 2019》에 수록되었다.

## 곡 목록
| #  | 제목          | 재생 시간 |
| -- | ------------- | --------- |
| 1. | 〈Lush Life〉 | 3:21      |

| #  | 제목                             | 재생 시간 |
| -- | -------------------------------- | --------- |
| 1. | 〈Lush Life〉                    | 3:22      |
| 2. | 〈Lush Life〉 (Alex Adair Remix) | 3:34      |

| #  | 제목                                        | 재생 시간 |
| -- | ------------------------------------------- | --------- |
| 1. | 〈Lush Life〉 (Alex Adair Remix)            | 3:34      |
| 2. | 〈Lush Life〉 (Zac Samuel Remix) (Extended) | 5:17      |

| #  | 제목                                        | 재생 시간 |
| -- | ------------------------------------------- | --------- |
| 1. | 〈Lush Life〉 (Zac Samuel Remix) (Extended) | 5:17      |

| #  | 제목                                                 | 재생 시간 |
| -- | ---------------------------------------------------- | --------- |
| 1. | 〈Lush Life〉 (피처링 타이니 템파)                   | 3:20      |
| 2. | 〈Lush Life〉 (피처링 타이니 템파) (Dancehall Remix) | 3:23      |

| #  | 제목                             | 재생 시간 |
| -- | -------------------------------- | --------- |
| 1. | 〈Lush Life〉 (acoustic version) | 3:22      |

| #  | 제목                                                    | 재생 시간 |
| -- | ------------------------------------------------------- | --------- |
| 1. | 〈Lush Life〉 (Zac Samuel Remix) (Extended Version)     | 5:17      |
| 2. | 〈Lush Life〉 (Alex Adair Remix)                        | 3:34      |
| 3. | 〈Lush Life〉 (French Braids Remix) (Extended Version)  | 3:24      |
| 4. | 〈Lush Life (Zac Samuel Dub Remix)〉 (Extended Version) | 5:00      |

## 참여 인원
- 헨릭 라슨 – A&R
- 제임스 F. 레이놀즈 – 믹싱
- 크리스 게링거 – 마스터링
- 뷘 엥겔만 – 마스터링

## 인증
| 국가                               | 인증             | 판매량/출하량 |
| ---------------------------------- | ---------------- | ------------- |
| 오스트레일리아 (ARIA)              | 5× 플래티넘      | 350,000       |
| 오스트리아 (IFPI 오스트리아)       | 플래티넘         | 30,000        |
| 벨기에 (BEA)                       | 플래티넘         | 20,000        |
| 브라질 (Pro-Música Brasil)         | 3× 플래티넘      | 180,000       |
| 캐나다 (뮤직 캐나다)               | 5× 플래티넘      | 400,000       |
| 덴마크 (IFPI Danmark)              | 4× 플래티넘      | 360,000       |
| 프랑스 (SNEP)                      | 다이아몬드       | 233,333       |
| 독일 (BVMI)                        | 2× 플래티넘      | 800,000       |
| 이탈리아 (FIMI)                    | 3× 플래티넘      | 150,000       |
| 멕시코 (AMPROFON)                  | 2× 플래티넘+골드 | 150,000       |
| 네덜란드 (NVPI)                    | 플래티넘         | 20,000        |
| 뉴질랜드 (RMNZ)                    | 5× 플래티넘      | 75,000        |
| 노르웨이 (IFPI 노르웨이)           | 4× 플래티넘      | 240,000       |
| 폴란드 (ZPAV)                      | 다이아몬드       | 100,000       |
| 포르투갈 (AFP)                     | 골드             | 10,000        |
| 스페인 (PROMUSICAE)                | 3× 플래티넘      | 120,000       |
| 스웨덴 (GLF)                       | 10× 플래티넘     | 400,000       |
| 스위스 (IFPI 스위스)               | 2× 플래티넘      | 60,000        |
| 영국 (BPI)                         | 4× 플래티넘      | 2,400,000     |
| 미국 (RIAA)                        | 플래티넘         | 1,000,000     |
| 판매량+스트리밍을 기반으로 한 인증 |                  |               |

## 발매 역사
| 지역           | 날짜             | 포맷                                   | 레이블       | 각주   |
| -------------- | ---------------- | -------------------------------------- | ------------ | ------ |
| 스웨덴         | 2015년 6월 5일   | 디지털 다운로드                        | 텐 에픽 소니 | [ 10 ] |
| 영국           | 2015년 6월 9일   | 디지털 다운로드                        | 텐 에픽 소니 | [ 37 ] |
| 오스트레일리아 | 2015년 6월 9일   | 디지털 다운로드                        | 텐 에픽 소니 | [ 38 ] |
| 미국           | 2015년 6월 9일   | 디지털 다운로드                        | 텐 에픽 소니 | [ 39 ] |
| 미국           | 2015년 10월 20일 | 컨템포러리 히트 라디오 (오리지널 발매) | 에픽         | [ 40 ] |
| 독일           | 2015년 11월 20일 | CD 싱글                                | 텐 에픽 소니 | [ 11 ] |
| 스웨덴         | 2016년 2월 26일  | 디지털 다운로드 (피처링 타이니 템파)   | 텐 에픽 소니 | [ 14 ] |
| 오스트레일리아 | 2016년 2월 26일  | 디지털 다운로드 (피처링 타이니 템파)   | 텐 에픽 소니 | [ 41 ] |
| 영국           | 2016년 2월 26일  | 디지털 다운로드 (피처링 타이니 템파)   | 텐 에픽 소니 | [ 42 ] |
| 영국           | 2016년 3월 4일   | 디지털 다운로드 (리믹스)               | 텐 에픽 소니 | [ 12 ] |
| 스웨덴         | 2016년 4월 1일   | 디지털 다운로드 (어쿠스틱)             | 텐 에픽 소니 | [ 15 ] |
| 오스트레일리아 | 2016년 4월 1일   | 디지털 다운로드 (어쿠스틱)             | 텐 에픽 소니 | [ 43 ] |
| 영국           | 2016년 4월 1일   | 디지털 다운로드 (어쿠스틱)             | 텐 에픽 소니 | [ 44 ] |
| 미국           | 2016년 6월 20일  | 핫 어덜트 컨템포러리 라디오            | 에픽         | [ 45 ] |
| 미국           | 2016년 6월 21일  | 컨템포러리 히트 라디오 (재발매)        | 에픽         | [ 46 ] |
| 스웨덴         | 2021년 8월 27일  | 디지털 다운로드 (레트로 버전)          | 텐           | [ 47 ] |